# 锦州北站
锦州北站，站址位於中國辽宁省锦州市太和区三屯村附近，是朝凌高速铁路的一座高铁车站，隶属于沈阳局集团。该站站台规模3台7线，站房面积12000平方米，于2021年8月3日建成启用。